# Hans Zassenhaus
Hans Zassenhaus (alemany: Hans Julius Zassenhaus)  (Coblença, 28 de maig de 1912 - Columbus, 21 de novembre de 1991) va ser un matemàtic alemany emigrat als Estats Units.

## Vida i Obra
Zassenhaus va néixer a Coblença, fill d'un historiador que era director d'un institut de secundària. El 1916, quan només tenia quatre anys, la família es va traslladar a Hamburg on va ser escolaritzat fins al 1930 que va ingressar a la universitat d'Hamburg amb la intenció d'estudiar física atòmica, però aviat es va dedicar exclusivament a les matemàtiques, influït per Emil Artin, qui va dirigir la seva tesi doctoral el 1934. Després de dos anys de professor ajudant a la universitat de Rostock, va tornar a la universitat d'Hamburg per ser assistent d'Artin, però aquest va deixar Alemanya l'any següent i Zassenhaus, que era més aviat contrari al nazisme, va tenir dificultats per seguir la seva carrera acadèmica. El 1940, en plena guerra mundial, es va allistar voluntari a l'armada alemanya per fer tasques científiques de previsió meteorològica, mentre la seva germana petita, Hilgunt, es dedicava a socórrer els presoners que hi havia a Hamburg.
El 1945, acabada la Segona Guerra Mundial, va tornar a la universitat d'Hamburg, però el curs 1948-49, va donar classes a la universitat de Glasgow i, els anys següents va ser professor de diverses universitats nord-americanes: de la universitat McGill de Mont-real (1949-1959), de la universitat de Notre Dame de Indiana (1959-1964) i, finalment, de la universitat Estatal d'Ohio a Columbus, en la qual es va retirar el 1982.
Una de les tasques més importants que va fer va ser situar fermament la teoria de grups en el seu context algebraic. També va ser un pioner de l'àlgebra computacional. Va publicar més de dos-cents articles científics.